# Szitnyai Elek
Szitnyai Elek, 1883-ig Szlamka (Berencsfalu, 1854. augusztus 6. – Budapest, 1923. április 6.) állami főgimnáziumi tanár, filozófus, a Magyar Filozófiai Társaság titkára.

## Élete
Szlamka János és Heim Franciska fia. A gimnáziumot Selmecbányán, az egyetemet Budapesten végezte. Magyar és latin nyelv- és irodalomból szerzett tanári oklevelet. 1880-tól 1887-ig a selmeci, 1887–96-ban a nagybányai főgimnáziumnak volt tanára; 1896-ben a budapesti VII. kerületi Barcsay utcai állami főgimnáziumhoz nevezték ki, ahol a bölcselet és a magyar irodalom tanára volt. 1920-ban vonult nyugdíjba.
Számos cikke jelent meg az Országos középiskolai tanáregyesület Közlönyében, a selmecbányai és nagybányai főgimnázium Értesítőjében és az Akadémiai Értesítőben (1882. Haladásunk és az emberi boldogság, felolvasás).
Szerkesztette a Magyar Filozófiai Társaság Közleményeit.

## Munkái
- Eszmék a meggyőző előadás kellékeihez. Selmeczbánya, 1887. (Ism. Egyet. Philologiai Közlöny 1888.).
- Levelek egy tanuló ifjúhoz. I. kötet. Budapest, 1892. (2. kiadás. Uo. 1908.).
- Tanulmányok. A magyar ifjúság és a művelt közönség számára. Uo. 1893. (2. kiadás. Uo. 1905.).
- Lélektani tanulmányok. Uo. 1895.
- Lélektan és logika. Középiskolák számára Uo. 1899. (2. javított és bővített kiadás. 1902., 3. javított kiadás: 1904., 5. kiadás tíz képpel: 1908. Uo.).
- Ész és szív. Értekezések a lélektan, neveléstan és életbölcselet köréből. Uo. 1900. (Ism. Vasárnapi Ujság 44. sz. 2. átdolgozott kiadás. Uo. 1908. Ism. Budapesti Hírlap 286. sz.).
- Lélektan és neveléstan. Felsőbb leányiskolák VI. oszt. számára. Uo. 1902.
- Az állam és jelentősége. Uo. 1903. (M. Philos. Társaság Közleményei).
- A szellemi tehetségek eredete. Uo. 1905.
- A hibás gondolkodás mint a boldogulás legfőbb akadálya. Uo. 1906. (Ism. Vasárnapi Ujság 48. sz.).